# Regionalflughafen Elko

i7
i11
i13
Der Elko Regional Airport (IATA-Code: EKO, ICAO-Code: KEKO) ist ein öffentlicher Flughafen auf 1567 m Seehöhe, 3 km westlich von Elko im Elko County, Nevada in den Vereinigten Staaten. Die Fläche des Flughafens beträgt 280 ha. Er hat zwei Asphaltpisten mit 2272 m Länge und 875 m Länge.

## Geschichte
Ursprünglich Elko Airport genannt, nahm der Flugplatz 1935 den Namen Keddie Field an, dann 1947 Elko Municipal Airport, 1975 zu Ehren von Jess C. Harris (einem Sheriff von Elko, bekannt als „The Flying Sheriff“)  J.C. Harris Field genannt, und schließlich in den 2000er Jahren Elko Regional Airport.
Die Luftfahrt begann in Elko im März 1919, als die US-Post den Bürgermeister von Elko aufforderte, einen rudimentären Flugplatz auf den ehemaligen Lagerplätzen der Southern Pacific Railroad zu errichten.
Am 6. April 1926 flog der Pilot Leon Cuddleback einer neu gegründeten Fluggesellschaft namens Varney Airlines von Pasco (Washington) nach Elko um Post auf dem Luftweg zuzustellen. Bis 1928 wurde die Postroute von Boise nach Salt Lake City umgeleitet und Elko war zu einer von zehn Haltestellen auf einer neuen Route von San Francisco nach Chicago geworden, die von Boeing Air Transport geflogen wurde. Boeing und Varney waren Vorgänger von United Air Lines. Bis 1931 war Elko eine Haltestelle im Personenverkehr zwischen New York City und San Francisco. In einem Flugplan von 1931 wird der Vorgänger von United Airlines, National Air Transport, gezeigt, der New York City–Cleveland–Toledo–Chicago fliegt und an den Flug von Boeing Air Transport nach Iowa City–Des Moines International Airport–Omaha– Lincoln–North Platte–Cheyenne–Rock Springs–Salt Lake City–Elko anschließt und weiter nach Reno–Sacramento–Oakland. Die geplante Zeit betrug 31 Stunden in westlicher Richtung und 28 Stunden in östlicher Richtung. Bis 1933 flogen Boeing und National Air Transport als United Airlines. Bis 1953 endeten Flüge nach Osten, die Elko bedienten, in Salt Lake City, und 1955 wurde eine Zwischenlandung in Ely (Nevada), hinzugefügt. United bediente Elko mit Boeing 247, Douglas DC-3, Convair 340 und Douglas DC-6B. Die DC-6B, die von San Francisco über Reno, Elko und Ely nach Salt Lake City flogen, waren Uniteds letzter Dienst mit Kolbenmotor-Flugzeugen in den USA.
Im Jahr 1970 ersetzte United die DC-6B durch Convair 580, die von Frontier Airlines (1950) betrieben wurden; für die Flüge wurde der Airline-Code „UA“ verwendet. Im November 1977 übernahmen United Boeing 737-200, die San Francisco – Reno – Elko – Ely – Salt Lake City – Denver mit einem Hin- und Rückflug pro Tag flogen. United beendete diesen Flug am 1. April 1982. Mehrere kleine Zubringerfluggesellschaften bedienten Elko. Mitte der 1970er Jahre flog Scenic Airlines nach Ely und Las Vegas und Sun Valley Key Commuter flog nach Salt Lake City und Reno. Chaparral Aviation flog Anfang der 1980er Jahre von Elko aus mehrere kleinere Städte im Norden Nevadas an. Scenic Airlines kehrte von 1999 bis 2006 mit Flügen von Elko nach Las Vegas über den North Las Vegas Airport zurück.
Royal West Airlines flog 1987 für kurze Zeit mit BAe 146-200-Jets nonstop nach Las Vegas.
Casino Express Airlines wurde 1987 gegründet und hat ihren Sitz in Elko. Die Fluggesellschaft unterstützte das Red Lion Hotel and Casino und flog ab 1989 Linienflugzeuge des Typs Boeing 737-200 von Elko in viele Städte in den USA und Seattle mit 737 und McDonnell Douglas MD-80. Casino Express änderte 2005 ihren Namen in Xtra Airways und beendete den Jet-Service zu Elko bis 2010, indem sie ihren Hauptsitz nach Boise, Idaho, verlegte.
SkyWest Airlines fing 1982 an, Elko als unabhängige Zubringerfluggesellschaft zu bedienen und United Airlines zu ersetzen. Die Fluggesellschaft flog mit Swearingen Metros nach Reno, Salt Lake City und Ely. Nach der Fusion von Western mit Delta Air Lines im Jahr 1987 wurde SkyWest eine Fluggesellschaft von Delta Connection und begann 1988 mit dem Einsatz von Embraer EMB-120 Brasilias auf ihren Flügen nach Reno und Salt Lake City. Die Flüge nach Reno endeten 2005. 2015 ersetzte SkyWest die Brasilia durch Bombardier CRJ100/200 mit 50 Sitzen. Die Frequenz wurde jedoch auf zwei Flüge pro Tag reduziert. SkyWest bleibt in Elko als Fluggesellschaft von Delta Connection die einzige Fluggesellschaft.

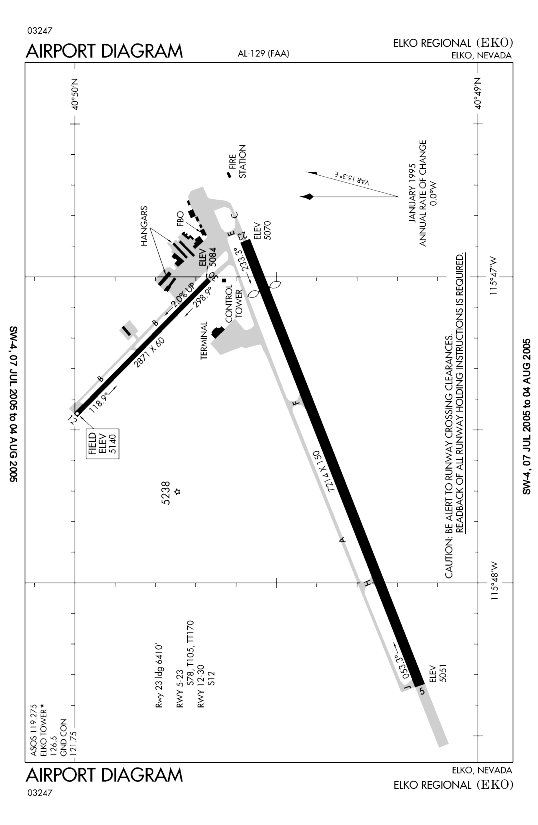

## Flugbetrieb
Im Jahre 2021 wurden 15.641 Passagiere befördert. Im Jahre 2022 haben 13.863 Flugbewegungen stattgefunden, davon 6.554 lokale Bewegungen, 3.936 Zwischenlandungen, 662 Air-Taxi-Flüge und 2.711 Frachtflüge. 62 einmotorige und 5 zweimotorige Flugzeuge und 4 Helikopter waren 2022 hier stationiert.
Die wichtigste Fluggesellschaft für den Flughafen ist heute SkyWest Airlines.